# Лангефельд, Йоханна
Йоханна Лангефельд (нем. Johanna Langefeld; 5 марта 1900, Купферде, Эссен, Германия — 20 января, 1974, Аугсбург) — надсмотрщица немецких концлагерей Лихтенбург и Равенсбрюк, начальник концлагеря Освенцим. За послабления в адрес заключенных была уволена с занимаемой должности. Была арестована американскими военными и отправлена на суд по делу над нацистами Освенцима. Совершила побег с помощью польских служащих тюрьмы.

## Биография
Йоханна Лангефельд родилась 5 марта 1900 года в Купферде — одном из районов Эссена. Росла и воспитывалась в довольно религиозной семье. В нацистскую партию вступила в 1937 году. Работала в сфере социальных служб и в тюрьмах, а в 1938 году получила направление на должность в концлагерь Лихтенбург. В своей деятельности руководствовалась принципом, что перевоспитание является главной целью концлагерей, а также выступила против некоторых, на её взгляд, лишних мер со стороны коменданта Кёгеля.
В 1939 году Лангефельд была переведена в концлагерь Равенсбрюк, где заняла должность старшей надзирательницы (нем. Oberaufseherin). Здесь её характеризовали как жестокую сотрудницу. Среди мер, которые она накладывала на заключенных, было наказание стоянием под холодным дождём на протяжении многих часов без единого движения. Несмотря на это, Йоханна осуждала проводимые медицинские опыты над заключенными и, по словам её секретаря, на этом фоне впала в депрессию и ночами мучилась от кошмаров. Вступив в конфликт с руководством лагеря, Лангефельд написала письмо Генриху Гиммлеру, в котором изложила свою позицию относительно целесообразности проведения медицинских опытов над заключенными. В результате этого последовал приказ рейхсфюрера СС о замене мужского руководства в концлагерях Равенсбрюк, Освенцим, Майданек на женское. Таким образом Йоханна была назначена на должность начальника женского лагеря в Освенциме. В дальнейшем, во время её работы в концлагере Освенцим Рудольф Хёсс характеризовал Йоханну, как «абсолютно неспособную действовать в зависимости от ситуации, вдобавок полностью игнорирующую инструкции и указания руководства».
20 декабря 1945 года Лангефельд была арестована американскими военными и помещена в Ландсбергскую тюрьму. 23 сентября 1946 года её экстрадировали в Польшу, где польская судебная система начинала судебный процесс в Кракове против нацистского персонала Освенцима. Хотя выжившие узники описывали Лангефельд в положительных тонах, тогдашний настрой общественности не позволил властям освободить её от уголовной ответственности.  
23 декабря 1946 года Йоханна Лангефельд с помощью сотрудников тюрьмы и бывших узников Освенцима сбежала и спряталась в монастыре, позже работала в частном доме. Прожив так на нелегальном положении до 1957 года, она затем сумела также нелегально перебраться на территорию ФРГ к своей сестре в Мюнхен. Там она жила затворницей и зарабатывала на жизнь продавцом. Умерла в Аугсбурге. В 1972 году прокуратура Франкфурта-на-Майне начала в отношении неё расследование, но Лангефельд скончалась 20 января 1974 года, после чего уголовное дело было закрыто.